# Рекуррентная скоротечная депрессия
Рекуррентная (повторяющаяся) скоротечная депрессия (в некоторых источниках — рекуррентная кратковременная депрессия, от англ. Recurrent Brief Depression, сокращенно RBD) — психическое расстройство, характеризующееся периодическими депрессивными эпизодами, происходящими как минимум 12 раз в год в течение одного года и более, длящимися не более двух недель (обычно — от двух до трех дней, иногда — несколько часов) и не связанными с менструальным циклом у женщин. Эпизоды должны отвечать критериям серьёзных депрессивных эпизодов по DSM-V и МКБ-10 (F38.1).
Несмотря на непродолжительность эпизодов, они могут быть достаточно интенсивными. Частыми жалобами являются суицидальные мысли, беспокойство, тревожность, приступы агрессии, повышенная раздражительность, злоупотребление алкоголем и/или наркотиками, гиперсомния и компульсивное переедание (как нетипичные симптомы). При тяжёлых расстройствах могут встречаться эпизоды гипомании. Суицидальные попытки больше выражены среди пациентов, больных клинической депрессией и рекуррентной скоротечной депрессией; при этом больные с рекуррентной скоротечной депрессией и без большой клинической депрессии подвергаются большему риску, чем больные с клинической депрессией и без диагноза «рекуррентная скоротечная депрессия». Более поздние исследования предлагают смягчение критериев данного вида депрессии, указывая на почти ежемесячное возникновение депрессивных эпизодов (например, как минимум 10 эпизодов за 12-месячный период).
Рекуррентная скоротечная депрессия может быть как единственным расстройством, так и присутствовать в картине большого депрессивного расстройства, а также при биполярных расстройствах и расстройствах личности.

## История
Понятие рекуррентной скоротечной депрессии появилось в 1984 году, однако первый случай подобного расстройства был впервые задокументирован еще в 1852 году в монографии Э. Поля о меланхолии. В 1899 году Э. Крепелин описал «маниакально-депрессивное безумие», однако данная идея игнорировалась многими психиатрами того времени. Затем, в 1901 году Г. Хэд подробно описал симптоматику данного расстройства и указал на то, что подобные приступы сопровождаются суицидальными мыслями. М. С. Грегори в 1908 и 1915 годах описал так называемые «кратковременные приступы маниакально-депрессивного безумия», длящиеся несколько дней или даже часов и наблюдающиеся достаточно часто. Именно он обратил внимание на то, что они не зависят от менструального цикла. Описания подобных состояний с особым указанием на выраженность суицидальной симптоматики также разбирались в работах Х. А. Паскинда в 1929 году, Е. В. Бусса на выборке пожилых людей в 1955 году.
Интерес к данному виду депрессии возобновился с 1980-х годов. П. Дж. Клэйтон описала этот синдром как «очень быстрая депрессия» (Very Brief Depression, или VBD). Затем последовал ряд исследований С. А. Монтгомери на пациентах психиатрических клиник, имевших несколько суицидальных попыток и лечившихся от клинической депрессии. На фоне лечения они испытывали нерегулярные эпизоды быстрой депрессии. В 1984 году швейцарский психиатр и исследователь Жюль Ангст ввёл термин рекуррентной скоротечной депрессии и привёл диагностические критерии данного расстройства. Таким образом, рекуррентная скоротечная депрессия была включена в МКБ-10, опубликованную Всемирной организацией здравоохранения в 1992 году.
Более современные исследования подтверждают существование рекуррентной скоротечной депрессии как отдельного расстройства и указывают на то, что данный вид депрессии не должен быть спутан с циклотимией, биполярным расстройством второго типа или же с повторяющейся клинической депрессией.
Ограниченное количество исследований рекуррентной скоротечной депрессии может объясняться несколькими факторами. Например, психиатры больше обращают внимание на сопутствующие заболевания, которые присутствуют у пациентов достаточно часто; также имеет место неправильная диагностика заболевания (схожесть с дистимией, предменструальным синдромом у женщин, личностными расстройствами). Также большая часть больных рекуррентной скоротечной депрессией могут просто не обращаться за квалифицированной психиатрической помощью, поскольку их депрессивные эпизоды являются непродолжительными. К тому же, одним из симптомов рекуррентной скоротечной депрессии является сниженная двигательная активность, что тоже сказывается на необращении больных ко врачам.

## Этиология
Причины рекуррентной скоротечной депрессии до сих пор неизвестны, но некоторые исследования указывают на связь данного расстройства с биполярным, а значит, имеют место генетические факторы. Установлено, что в некоторых случаях, когда рекуррентное депрессивное расстройство начинается в подростковом возрасте, существует риск развития биполярного расстройства в дальнейшей жизни. Также данное расстройство обладает высокой коморбидностью с клинической депрессией. Небольшая группа больных данным видом депрессии страдает височной эпилепсией. Предположительно, есть некоторая зависимость рекуррентной скоротечной депрессии от времени года.

## Лечение
Лечение рекуррентной скоротечной депрессии до сих пор является нерешённой проблемой. Ни одно исследование ещё не показало лечебного эффекта антидепрессантов при этом расстройстве. Исследование, проведенное Монтгомери на 107 пациентах с рекуррентной скоротечной депрессией, показало, что разницы между группой, принимавшей плацебо, и группой, принимавшей флуоксетин, не было. Некоторые авторы указывают на терапевтический эффект лития при лечении данного расстройства, однако в этой сфере необходимо провести больше исследований и выработать необходимые стратегии лечения. Описан случай успешной терапии пациента с рекуррентной скоротечной депрессией с помощью антидепрессанта ребоксетина. Методы лечения рекуррентной скоротечной депрессии являются предметом дальнейшего исследования.